# Ctenosauriscus
Ctenosauriscus foi um réptil pré-histórico que viveu no final do período triássico, da era mesozoica. Seus fósseis foram encontrados na Europa e era um parente próximo do americano Arizonasaurus. Este animal pertencia à ordem dos rauisuchia, sendo um parente distante dos crocodilos atuais. Possuía como característica marcante uma vela dorsal semelhante à do mais antigo dimetrodon.